# Pjevaj prijatelju
Pjevaj prijatelju je prvi album hrvatskog -  bosanaskohercegovačkog pjevača Zorana Begića. 

## Popis pjesama
1. Pozdravi je sunce milo
2. Počet ćemo sve iznova
3. Proklet da je život cijeli
4. Oženjen sam, kao momak živim
5. Šesnaest ti ljeta biješe
6. Dok živim voljet ću
7. Prođe mladost i ljepota
8. Krivo mi je
9. Uzmi sve što ti život pruža
10. Jedno pismo, jedna suza
11. Srećo moja izgubljena
12. Tako mi nedostaješ
13. U životu volio sam jednom
14. Vratit ću se majko
15. Ne ruši mi sreću napoznata ženo
16. Jedna rijeka u mom kraju
17. Ako me nekada sretneš
18. Zarasle su staze moje
19. Pjevaj prijatelju
20. Želim majko samo nju

## Vanjske poveznice
- Pjevaj prijatelju na službenoj stranici Zorana Begića